# Jacqueline Rivière
Pour les articles homonymes, voir Jacqueline Rivière (homonymie) et Rivière (homonymie).
Jacqueline Rivière, née Jeanne Spallarossa (1851-1920), est une femme de lettres et rédactrice en chef française. Elle signe ses premiers romans sous les noms de plume Bernard La Roche ou Bernard de Laroche, avant d'utiliser après son divorce le pseudonyme Jacqueline Rivière ainsi que Tante Jacqueline.

## Biographie
Elle est la fille de l'officier Jean Baptiste Spallarossa et de Marie Martine Elisabeth Gilbert de Merlhiac. Elle fut élevée à la Maison de la Légion d'honneur, à Saint-Denis.
Elle se marie avec Alexandre Bernhardt le 7 juin 1887 à Vincennes, Rivière est d'abord connue sous les noms de plume Bernard La Roche et Bernard de Laroche, qu'elle utilise pour une quinzaine de romans de 1878 à 1900. Divorcée en 1899, elle utilise pour ses romans publiés de 1902 à son décès le pseudonyme Jacqueline Rivière, et ce en hommage à son ami le commandant Henri Rivière.
Elle collabore activement aux Veillées des Chaumières.
En 1905, elle est nommée rédactrice en chef du nouvel hebdomadaire pour fillettes La Semaine de Suzette, où elle signe Tante Jacqueline. Inspirée par sa bonne bretonne, elle y crée la bande dessinée humoristique Bécassine avec le dessinateur Joseph Pinchon. Cela en fait selon Yves Frémion la première scénariste de bande dessinée française.

## Publications
- Les suites de la guerre, sous le pseudonyme Bernard de Laroche, 1878, lire en ligne sur Gallica
- Scènes historiques. La Flèche mystérieuse, sous le pseudonyme Bernard de Laroche, 1885
- Scènes historiques. Miriam. La Grèce patriotique, sous le pseudonyme Bernard de Laroche, 1886
- Paris héroïque, 1886,sous le pseudonyme Bernard de Laroche, lire en ligne sur Gallica
- Les Français au Tonkin, sous le pseudonyme Bernard de Laroche, 1886
- Pantins d'argent, feuilleton publié dans L'Ami du Peuple[6], 1897
- Les Histoires de maman, sous le pseudonyme Bernard de Laroche, 1890
- Contes du jeudi, sous le pseudonyme Bernard de Laroche, 1892, lire en ligne sur Gallica
- L'ami Benoît, sous le pseudonyme Bernard de Laroche, 1892
- Les Petits explorateurs, sous le pseudonyme Bernard de Laroche, 1895
- Histoire d'une bonne petite fille, sous le pseudonyme Bernard de Laroche, 1895
- Paris héroïque, par Bernard de Laroche. Limoges, M. Barbou, 1886
- Les Femmes malheureuses, par Raoul de Navery et Bernard de Laroche. Paris, H. Gautier, 1889
- Béatrice, par Bernard de Laroche. Limoges: M. Barbou, 1900
- La Filleule des abeilles, par Jacqueline Rivière, 1900. (9e édition Paris, Gautier and Languereau, 1950.)
- L'Erreur, par Jacqueline Rivière. Paris, H. Gautier, 1905
- La Maison des yeux bleus, par Jacqueline Rivière. Paris, H. Gautier, 1908
- Greffe d'or, Paris: H. Gautier, 1909
- Le Jouet, par Jacqueline Rivière. Paris, H. Gautier, 1913
- Le Bois-Chantant, par Jacqueline Rivière pseud. de Bernard de Laroche Paris, Gautier and Languereau, 1920
- Le Hameau du trésor-perdu, par Jacqueline Rivière. Paris, H. Gautier, 1920
- Bonne Maman, par Jacqueline Rivière. Paris, Gautier and Languereau, 1926
- Le Piège, par Jacqueline Rivière, 1926